# Antheit
Antheit é uma cidade belga que fica na região da Valónia, perto de Liège e a sudeste da capital do país Bruxelas.